# مقاطعة النازية للأعمال اليهودية

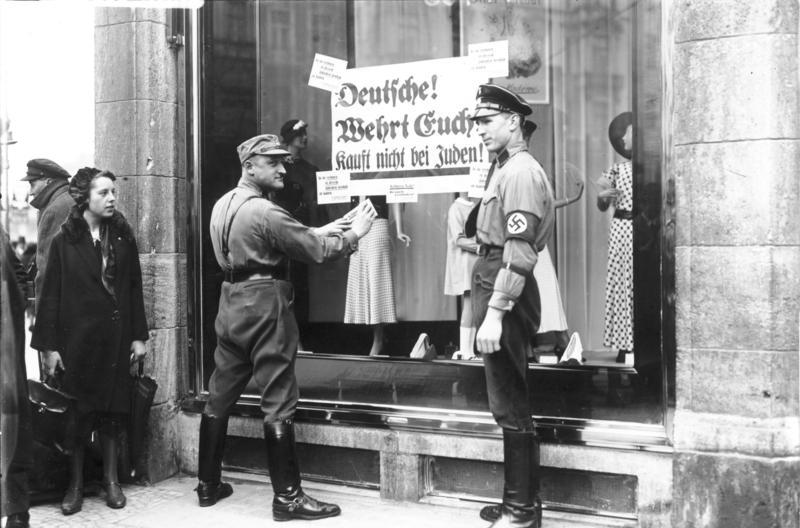
القوات شبه العسكرية خارج متجر في برلين تنشر لافتات عليها: "دويتشه! Wehrt Euch! Kauft nicht bei Juden! " (" الألمان! دافعوا عن أنفسكم! لا تشتري من اليهود! ").

المقاطعة النازية للأعمال اليهودية (بالألمانية: Judenboykott)‏ بدأ في ألمانيا في 1 أبريل 1933، وزُعم أنه رد فعل دفاعي على المقاطعة اليهودية للسلع الألمانية،  التي بدأت ولكن تم التخلي عنها بسرعة في مارس 1933. كان ذلك غير ناجح إلى حد كبير، حيث استمر السكان الألمان في استخدام الشركات اليهودية، لكنهم كشفوا عن نية النازيين لتقويض قدرة اليهود على البقاء في ألمانيا.
لقد كان إجراء حكومي مبكر ضد يهود ألمانيا من قبل الحكومة الاشتراكية الوطنية الجديدة، وهي الإجراءات التي بلغت ذروتها في «الحل النهائي». لقد كانت حملة تديرها الدولة من المضايقات المتزايدة باستمرار، والاعتقالات، والنهب المنهجي، والنقل القسري للملكية إلى نشطاء الحزب النازي (الذي تديره الغرفة التجارية)، وفي النهاية قتل الملاك الذين يُعرفون بأنهم «يهود». في برلين وحدها، كان هناك 50000 شركة مملوكة لليهود.

## مقاطعة مناهضة للنازية عام 1933

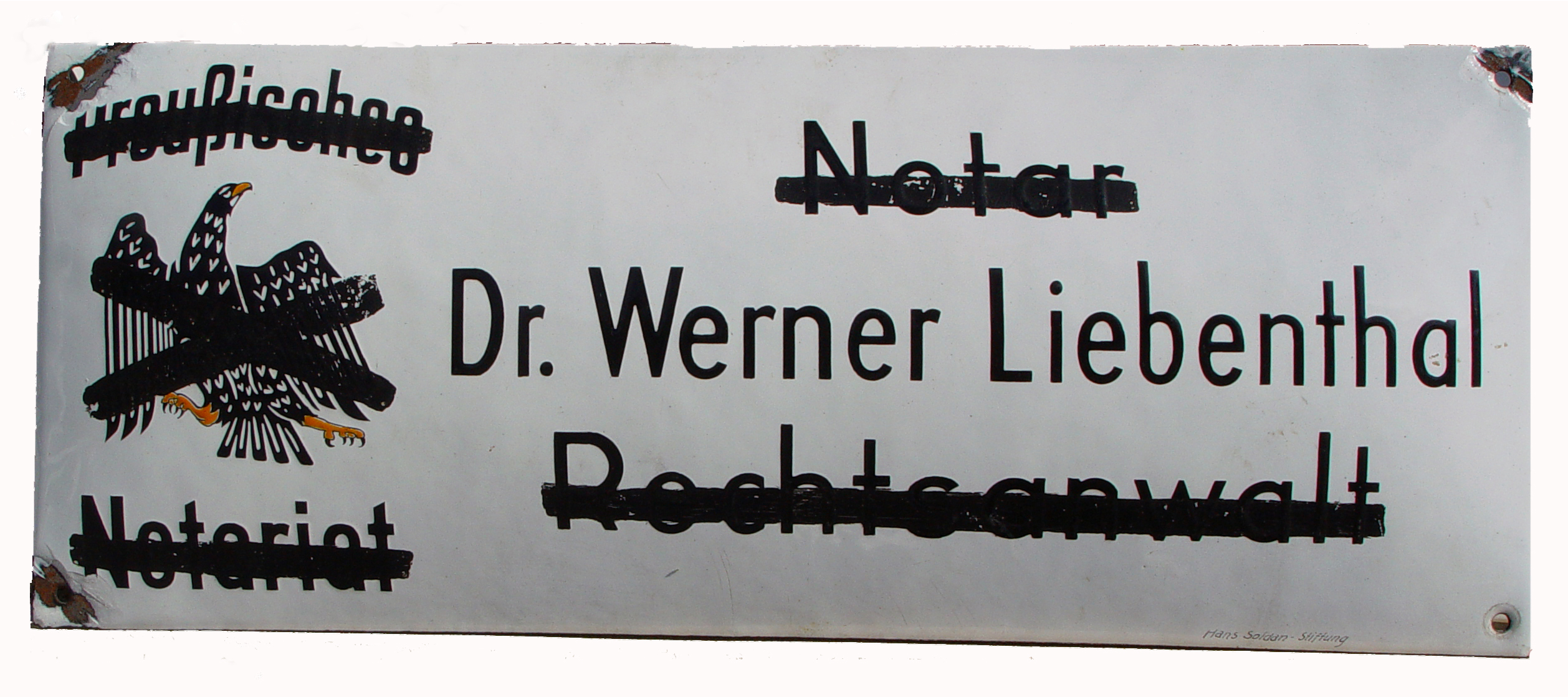
لوحة للدكتور فيرنر ليبنتال، كاتب العدل والمحامي. تم تعليق اللوحة خارج مكتبه في شارع مارتن لوثر ستريت، شونبيرج، برلين. في عام 1933، بعد قانون استعادة الخدمة المدنية المهنية، تم طلاء اللوحة باللون الأسود من قبل النازيين، الذين قاطعوا المكاتب المملوكة لليهود.

مقاطعة مناهضة النازية التي بدأت في مارس 1933 كانت مقاطعة المنتجات النازية من قبل النقاد الأجانب للحزب النازي ردا على معاداة السامية في ألمانيا النازية بعد صعود أدولف هتلر، بدءا بتعيينه كمستشار لألمانيا في 30 يناير 1933. طور أولئك في الولايات المتحدة والمملكة المتحدة وأماكن أخرى في جميع أنحاء العالم الذين عارضوا سياسات هتلر المقاطعة والاحتجاجات المصاحبة لها لتشجيع ألمانيا النازية على إنهاء ممارسات النظام المعادية لليهود.

## التأثير الدولي
ألهمت المقاطعة النازية مقاطعات مماثلة في دول أخرى. في بولندا، نظم Endeks (الذي أسسه رومان دموسكي) مقاطعات للشركات اليهودية في جميع أنحاء البلاد.
في كيبيك، نظم القوميون الفرنسيون الكنديون مقاطعة لليهود في ثلاثينيات القرن العشرين.